# Aczit
Aczit – osiedle typu miejskiego w Rosji, w obwodzie swierdłowskim. W 2010 roku liczyło 4948 mieszkańców.